# Lechleite zwischen Friedberg und Thierhaupten
Lechleite zwischen Friedberg und Thierhaupten este o arie protejată (arie specială de conservare — SAC, sit de importanță comunitară — SCI) din Germania întinsă pe o suprafață de 89,65 ha, integral pe uscat.

## Localizare
Centrul sitului Lechleite zwischen Friedberg und Thierhaupten este situat la coordonatele 48°26′53″N 10°56′11″E / 48.4481°N 10.9364°E.

## Înființare
Situl Lechleite zwischen Friedberg und Thierhaupten a fost declarat sit de importanță comunitară în noiembrie 2004 pentru a proteja un număr necunoscut de specii din flora spontană și fauna sălbatică aflate în arealul zonei. Situl a fost protejat și ca arie specială de conservare în aprilie 2016.

## Biodiversitate
Situată în ecoregiunea continentală, aria protejată conține 2 habitate naturale: Păduri de fag Luzulo-Fagetum, Păduri de fag Asperulo-Fagetum.
La baza desemnării sitului se află un număr nedeclarat de specii protejate.